# John B. Carroll
John Bissell Carroll (Hartford, Connecticut, 5 de junio de 1916 - 1 de junio de 2003) fue un psicólogo conocido por sus contribuciones a la psicología, la lingüística educativa y la psicometría.

## Primeros años
Carroll nació en Hartford, Connecticut el 5 de junio de 1920. Desde la infancia Carroll se interesó por la música y el lenguaje. Su interés por el lenguaje se hizo más intenso al hacerse amigo de Benjamin Lee Whorf a los 13 años de edad y discutir las ideas de Whorf acerca de una estrecha conexión entre la cultura y el lenguaje. Asimismo, Carroll ayudó a editar y publicar la obra de Whorf Language, Thought and Reality en 1956.

## Formación
Carroll estudió en la Universidad Wesleyana, donde se especializó en Lenguas Clásicas y se graduó con honores en 1937. Asistió a la Universidad de Minnesota para obtener un título de doctor en Psicología. En la Universidad de Minnesota, Carroll empezó estudiando bajo la guía de B. F. Skinner, pero pronto descubrió que le interesaba más trabajar con grandes números de sujetos antes que con el enfoque de Skinner de los sujetos individuales. Skinner orientó a Carroll hacia L. L. Thurstone en la Universidad de Chicago, donde pudo dedicarse a su interés por la psicometría. Durante este tiempo, centró sus estudios en la aptitud oral y terminó su tesis, "Un análisis factorial de las habilidades orales", en 1941.

## Carrera profesional
Tras finalizar su formación, Carroll pasó a desarrollar una rica carrera dentro de la psicología. El primer puesto que ocupó Carroll fue en Mount Holyoke College (1940-42) en Massachusetts, donde conocería a su esposa, Mary Elizabeth Searle. De Mount Holy pasaría a ocupar puestos en:
- Universidad de Indiana (1942-1943)
- Universidad de Chicago (1943-1944)
- Marina de los EE. UU, psicólogo aeronáutico (1944-1946)
- Departamento del Ejército, psicólogo investigador (1946-1949)
- Escuela de Posgrado en Educación, de la Universidad de Harvard, donde fue el Roy E. Larsen Profesor de Educación (1949-1967)
- Educational Testing Service, psicólogo investigador (1967-74)
- Universidad de Carolina del Norte, donde fue el William R. Kenan, Jr., Profesor de Psicología (1974-1982), y Director del Laboratorio de Psicometría L. L. Thurstone (1974-79)

## Contribuciones
John Carroll hizo muchas contribuciones a las áreas de la psicología, la lingüística educativa y la psicometría durante sus casi 50 años de carrera.
Uno de los primeros proyectos de Carroll, en los años 1950 implicaba el desarrollo de una prueba de aptitud lingüística para lenguas extranjeras (Modern Language Aptitude Test (1953-58), o MLAT). El proyecto surgió de la necesidad del Ejército estadounidense de encontrar un medio para seleccionar personas que pudieran aprender fácilmente lenguas extranjeras de modo que el gobierno invirtiera tiempo y dinero en aquellos que más aprovecharían la formación lingüística. Inicialmente, el gobierno dio fondos a un profesor de una universidad más cercana a la Escuela de Idiomas de la Defensa en Monterrey, California, pero su investigación no logró ofrecer una herramienta útil de evaluación. Carroll recibió una beca para investigar la aptitud para el aprendizaje de lenguas extranjeras a través de la Fundación Carnegie, y trabajó junto con el lingüista Stanley Sapon y las Fuerzas Aéreas del Ejército de EE. UU. en el desarrollo de la prueba de aptitud lingüística para lenguas extranjeras, Modern Language Aptitude Test. La Psychological Corporation publicó en 1959 la MLAT, que siguen utilizando muchas organizaciones gubernamentales de los EE. UU. y del resto del mundo con el fin de medir la aptitud para el aprendizaje de lenguas y seleccionar candidatos para programas de formación lingüística.
Otra contribución de John Carroll fue su artículo “Fundamental considerations in testing for English language proficiency of foreign students” (Consideraciones fundamentales para la evaluación del dominio de la lengua inglesa por estudiantes extranjeros), publicado en 1961. En él, Carroll desafiaba la confianza que el campo de la evaluación de idiomas tenía depositada en un diseño de pruebas de puntos discretos. La evaluación a base de puntos discretos es un enfoque analítico en el cual cada pregunta de la prueba está concebida para medir un punto de contenido diferente de los demás. Carroll apoyó el uso de un diseño de evaluación integrador, en el cual cada pregunta requiere que el sujeto que responde utilice más de una habilidad o más de un conocimiento a la vez, lo cual puede ser una representación más natural del conocimiento del idioma por parte del sujeto que realiza la prueba. El artículo de Carroll influyó en el diseño de la prueba de inglés como lengua extranjera. Esta prueba combinó tanto métodos de puntos discretos como métodos integradores para la evaluación.
Un año después, en 1962, Carroll presentó su Modelo de aprendizaje escolar (Model of School Learning). En el modelo, Carroll definió un marco hipotético utilizado para predecir el logro en las escuelas. El marco estaba compuesto por dos tipos de variables: diferencias individuales y variables instruccionales. Las diferencias individuales estaban relacionadas con la inteligencia general, las aptitudes y la motivación, mientras que las variables instruccionales estaban relacionadas con la calidad y la duración de la instrucción. Su modelo, aún influyente en el pensamiento sobre el logro y la evaluación, fue reconsiderado en el artículo “The Carroll Model: A 25 Year Retrospective and Prospective View”, publicado por el Educational Researcher en 1989.
Pero la culminación del trabajo de la vida de Carroll en el campo de la psicología es su obra de 800 páginas, Human Cognitive Abilities: A survey of factor-analytic studies (Las Capacidades Cognitivas Humanas: una encuesta sobre estudios analítico factoriales), publicada en 1993. En ella, Carroll propone su teoría psicológica acerca de los tres niveles diferentes de cognición, la Teoría de los Tres Estratos (Three Stratum Theory).
Según David Lubinski, un investigador en psicología de la Universidad de Vanderbilt, Carroll era célebre no solo por sus contribuciones a la academia sino también por sus "dotes intelectuales profundas, su curiosidad, su optimismo, su ingenio y su constante integridad y sinceridad".

## Publicaciones seleccionadas
Lo que sigue es tan sólo una pequeña selección de los más de 400 libros y artículos escritos por John Carroll.
- Carroll, J B 1956 Language, Thought, and Reality: Selected Writings of Benjamin Lee Whorf M.I.T. Press, Boston.
- Carroll, J B 1993 Human Cognitive Abilities Cambridge University Press, Cambridge.
- Carroll, J B, Davies, P, & Richman, B 1971 The American Heritage Word Frequency Book. Houghton Mifflin, New York.
- Carroll, J B, Sapon, S M 1959 Modern Language Aptitude Test Psychological Corporation, San Antonio, Texas.
- Carroll, J B, 1961 Fundamental considerations in testing for English language proficiency of foreign students. In Testing Center for Applied Linguistics, Washington, DC. Reprinted in Allen, H B & Campbell R N 1972 Teaching English as a Second Language: A Book of Readings McGraw Hill, New York.